# Abd al-Hamid Lahawari
Abd al-Hamid Lahawari   (Lahore - Delhi, 30 d'agost de 1654) fou un un viatger i historiador del segle XVII durant el regnat de l'emperador mogol Shah Jahān que més tard es va convertir en un historiador de la cort per a l'emperador. Va escriure el Pādshāh-nāma, la crònica oficial del regnat del Shah Jahān. Ha descrit la vida i les activitats de Shah Jahān durant els primers vint anys del seu regnat en aquest llibre amb gran detall. Les malalties de la vellesa li van impedir continuar amb la tercera dècada, que més tard va ser narrada per Muḥammad Wārith, el seu deixeble.
Va escriure la Padshahnáma, la història oficial del soldà Xa Jahan, dividida en tres parts, cadascuna amb la història de deu anys, però la tercera part fou escrita pel seu deixeble Muhammad Warith.